# فريسية أسطوانية
فريسية أسطوانية[بحاجة لمصدر] (الاسم العلمي:Vriesea cylindrica) هي نوع من النباتات يتبع جنس الفريسية من الفصيلة البروميلية.